# Елкгорн (Каліфорнія)
Елкгорн (англ. Elkhorn) — переписна місцевість (CDP) в США, в окрузі Монтерей штату Каліфорнія. Населення — 1588 осіб (2020).

## Географія
Елкгорн розташований за координатами 36°48′38″ пн. ш. 121°43′7″ зх. д. / 36.81056° пн. ш. 121.71861° зх. д. (36.810673, -121.718699).  За даними Бюро перепису населення США в 2010 році переписна місцевість мала площу 12,51 км², з яких 12,45 км² — суходіл та 0,06 км² — водойми.

## Демографія
Згідно з переписом 2010 року, у переписній місцевості мешкало 1565 осіб у 532 домогосподарствах у складі 414 родин. Густота населення становила 125 осіб/км².  Було 565 помешкань (45/км²).
Расовий склад населення:
| - 71,7 % — білих - 4,0 % — азіатів - 0,6 % — чорних або афроамериканців - 0,4 % — корінних американців - 0,2 % — вихідців з тихоокеанських островів - 18,3 % — осіб інших рас |

До двох чи більше рас належало 4,8 %. Частка іспаномовних становила 37,6 % від усіх жителів.
За віковим діапазоном населення розподілялося таким чином: 23,3 % — особи молодші 18 років, 64,9 % — особи у віці 18—64 років, 11,8 % — особи у віці 65 років та старші. Медіана віку мешканця становила 41,5 року. На 100 осіб жіночої статі у переписній місцевості припадало 97,4 чоловіків;  на 100 жінок у віці від 18 років та старших — 97,5 чоловіків також старших 18 років.
Середній дохід на одне домашнє господарство  становив 95 894 долари США (медіана — 90 179), а середній дохід на одну сім'ю — 107 533 долари (медіана — 112 143). За межею бідності перебувало 16,2 % осіб, у тому числі 55,3 % дітей у віці до 18 років та 0,0 % осіб у віці 65 років та старших.
Цивільне працевлаштоване населення становило 666 осіб. Основні галузі зайнятості: освіта, охорона здоров'я та соціальна допомога — 27,2 %, сільське господарство, лісництво, риболовля — 14,6 %, мистецтво, розваги та відпочинок — 8,1 %, оптова торгівля — 7,7 %.